# Hoyt Sanford Vandenberg
Hoyt Sanford Vandenberg, ameriški general in vojaški pilot, * 24. januar 1899, Milwaukee, Wisconsin, † 2. april 1954, Washington, D.C..